# Tréméven, Côtes-d'Armor

Tréméven este o comună în departamentul  Côtes-d'Armor, Franța. În 1 ianuarie 2022 avea o populație de 355 de locuitori.